# Liste der Biografien/Tib
Liste der Biografien |
Portal Biografien |
Personensuche
# |
A |
B |
C |
D |
E |
F |
G |
H |
I |
J |
K |
L |
M |
N |
O |
P |
Q |
R |
S |
T |
U |
V |
W |
X |
Y |
Z |
?
 
Ta |
Tc |
Te |
Tf |
Tg |
Th |
Ti |
Tj |
Tk |
Tl |
Tm |
To |
Tq |
Tr |
Ts |
Tu |
Tv |
Tw |
Tx |
Ty |
Tz
 
Tia |
Tib |
Tic |
Tid |
Tie |
Tif |
Tig |
Tih |
Tii |
Tij |
Tik |
Til |
Tim |
Tin |
Tio |
Tip |
Tiq |
Tir |
Tis |
Tit |
Tiu |
Tiv |
Tiw |
Tix |
Tiy |
Tiz
Die Liste der Biografien führt alle Personen auf, die in der deutschsprachigen Wikipedia einen Artikel haben. Dieses ist eine Teilliste mit 89 Einträgen von Personen, deren Namen mit den Buchstaben „Tib“ beginnt.

## Tib

### Tiba
- Tiba, Pedro (* 1988), portugiesischer Fußballspieler
- Tibaduiza, Domingo (* 1949), kolumbianischer Langstreckenläufer
- Tibaijuka, Anna (* 1950), tansanische Politikerin und Wirtschaftswissenschaftlerin
- Tibaldi, Domenico (1541–1583), italienischer Architekt, Maler und Kupferstecher
- Tibaldi, Giovanni Battista, italienischer Violinist und Komponist
- Tibaldi, Italo (1927–2010), italienischer Überlebender der Konzentrationslager Mauthausen und Ebensee
- Tibaldi, Pellegrino, italienischer Maler und Architekt
- Tibaleka, Marcel Robert (* 1949), ugandischer Diplomat
- Tibatemwa-Ekirikubinza, Lillian (* 1961), ugandische Juristin
- Tibati Nkambule († 1895), Königinmutter (Regentin) von Swasiland
- Tibatto, Bagaudenführer in Gallien
- Tibaut, Tjaša (* 1989), slowenische Fußballspielerin

### Tibb
- Tibbatts, John W. (1802–1852), US-amerikanischer Politiker
- Tibbaut, Emile (1862–1935), belgischer Politiker
- Tibber, Peter (* 1956), britischer Diplomat
- Tibbets, Paul (1915–2007), US-amerikanischer Pilot und SoldatPaul Tibbets (1915–2007)

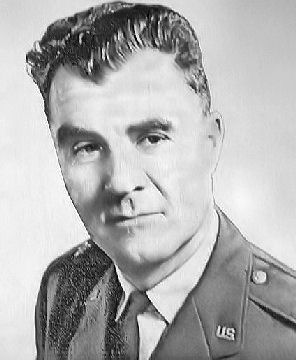
Paul Tibbets (1915–2007)

- Tibbett, Lawrence (1896–1960), US-amerikanischer Opernsänger (Bariton)
- Tibbetts, Helen (1925–1997), US-amerikanische Badmintonspielerin
- Tibbetts, Steve (* 1954), US-amerikanischer Gitarrist und Komponist
- Tibbetts, Willard (1903–1992), US-amerikanischer Langstreckenläufer
- Tibbits, George (1763–1849), amerikanischer Geschäftsmann und Politiker
- Tibbitt, Paul (* 1968), US-amerikanischer Regisseur, Trickfilmzeichner und Produzent
- Tibbles, George (1913–1987), US-amerikanischer Drehbuchautor, Filmproduzent und Songwriter
- Tibbles, Thomas Henry (1838–1928), US-amerikanischer Journalist, Autor, Menschenrechtler und Indianer-Aktivist
- Tibbling, Simon (* 1994), schwedischer Fußballspieler
- Tibbott, Harve (1885–1969), US-amerikanischer Politiker
- Tibbott, Sara Minwel (1936–1998), walisische Historikerin und Autorin
- Tibbs, William Henry (1816–1906), US-amerikanischer Hotelier und Politiker
- Tibby, Zuri (* 1995), US-amerikanisches Model

### Tibe
- Tibenský, Róbert (1960–2015), slowakischer Schachmeister und -trainer
- Tiber, Elliot (1935–2016), US-amerikanischer Maler, Comedian und Autor
- Tiberghien, Cédric (* 1975), französischer Pianist
- Tiberghien, Hector (1890–1951), belgischer Radrennfahrer
- Tiberghien, Jean (* 1995), französischer Skilangläufer
- Tiberi, Antonio (* 2001), italienischer RadrennfahrerAntonio Tiberi (* 2001)

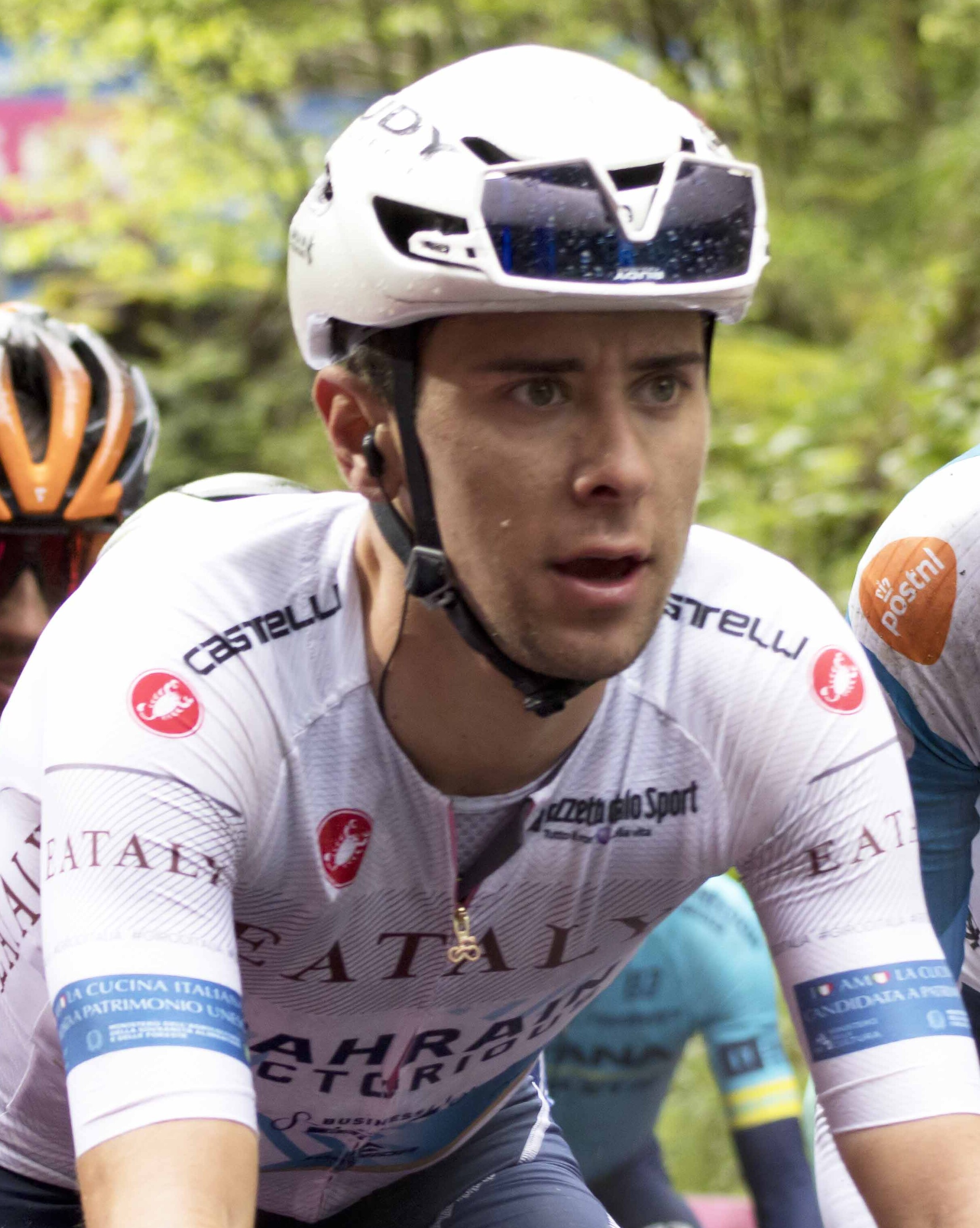
Antonio Tiberi (* 2001)

- Tiberi, Francesco (1773–1839), italienischer Kardinal der Römischen Kirche
- Tiberi, Frank (* 1928), US-amerikanischer Jazzmusiker, Bandleader und Hochschullehrer
- Tiberi, Jean (1935–2025), französischer Politiker, Mitglied der Nationalversammlung
- Tiberi, Noémie (* 1991), luxemburgische Fußballspielerin
- Tiberi, Pat (* 1962), US-amerikanischer Politiker (Republikanische Partei)
- Tiberian, Mircea (* 1955), rumänischer Jazzpianist
- Tiberianus, spätantiker römischer Dichter
- Tiberini, Mario (1826–1880), italienischer Opernsänger der Stimmlage Tenor
- Tiberinus, Johannes Matthias, Leibarzt des Bischofs von Trient Johannes Hinderbach sowie humanistischer Literat
- Tiberio, Alberto (* 1982), Schweizer Radrennfahrer
- Tiberios, Sohn des byzantinischen Kaisers Theodosios III.
- Tiberios († 602), zweitältester Sohn des oströmischen Kaisers Maurikios und der Constantia
- Tiberios, byzantinischer Mitkaiser, Sohn Konstans’ II., und Bruder Konstantins IV.
- Tiberios (705–711), byzantinischer Mitkaiser, Sohn Justinians II.
- Tiberios I. († 582), byzantinischer Kaiser
- Tiberios II. († 706), byzantinischer Kaiser (698–705)
- Tiberios Petasius († 730), byzantinischer Gegenkaiser in Italien
- Tiberius (42 v. Chr.–37), römischer Kaiser (14–37)Tiberius (42 v. Chr.–37)

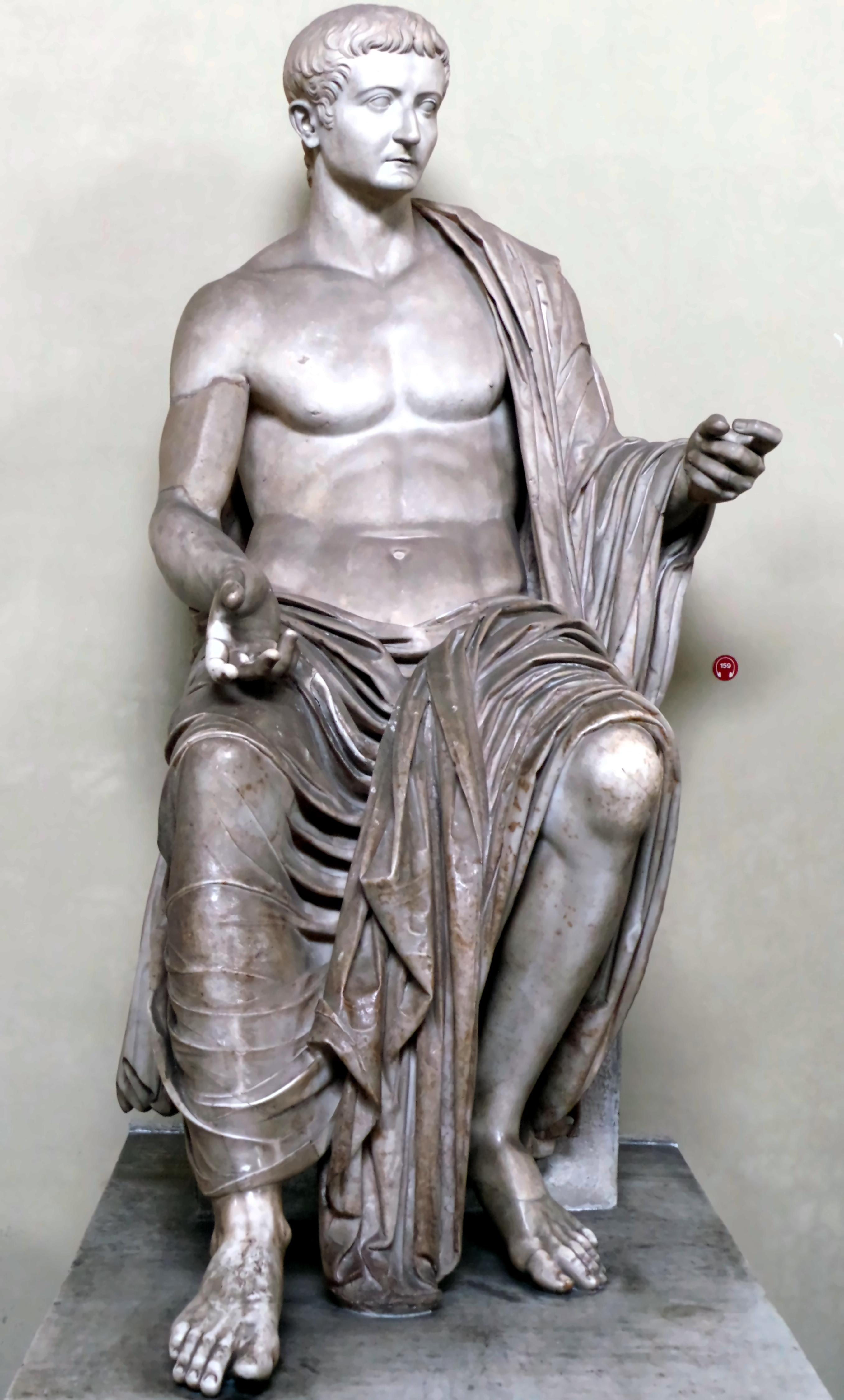
Tiberius (42 v. Chr.–37)

- Tiberius Claudius Cogidubnus, Vasallenkönig und legatus augusti
- Tiberius Gemellus (* 19), Enkel des Tiberius und Vetter Caligulas
- Tiberius Iulius Mithridates († 68), König des Bosporanischen Reichs
- Tiberkanine, Rachid (* 1985), marokkanisch-belgischer Fußballspieler
- Tiberti, Gianluca (* 1967), italienischer Weltmeister im Modernen Fünfkampf
- Tiberti, María Dhialma (1953–1987), argentinische Schriftstellerin
- Tibet (1931–2010), französischer Comiczeichner
- Tibet, David (* 1960), britischer Musiker, Maler, Sänger
- Tibet, Kartal (1939–2021), türkischer Schauspieler, Regisseur und Drehbuchautor
- Tibet, Muadelet (1918–1989), türkische Schauspielerin

### Tibi
- Tibi, Ahmad (* 1958), israelischer Politiker
- Tibi, Bassam (* 1944), syrisch-deutscher Politikwissenschaftler und AutorBassam Tibi (* 1944)

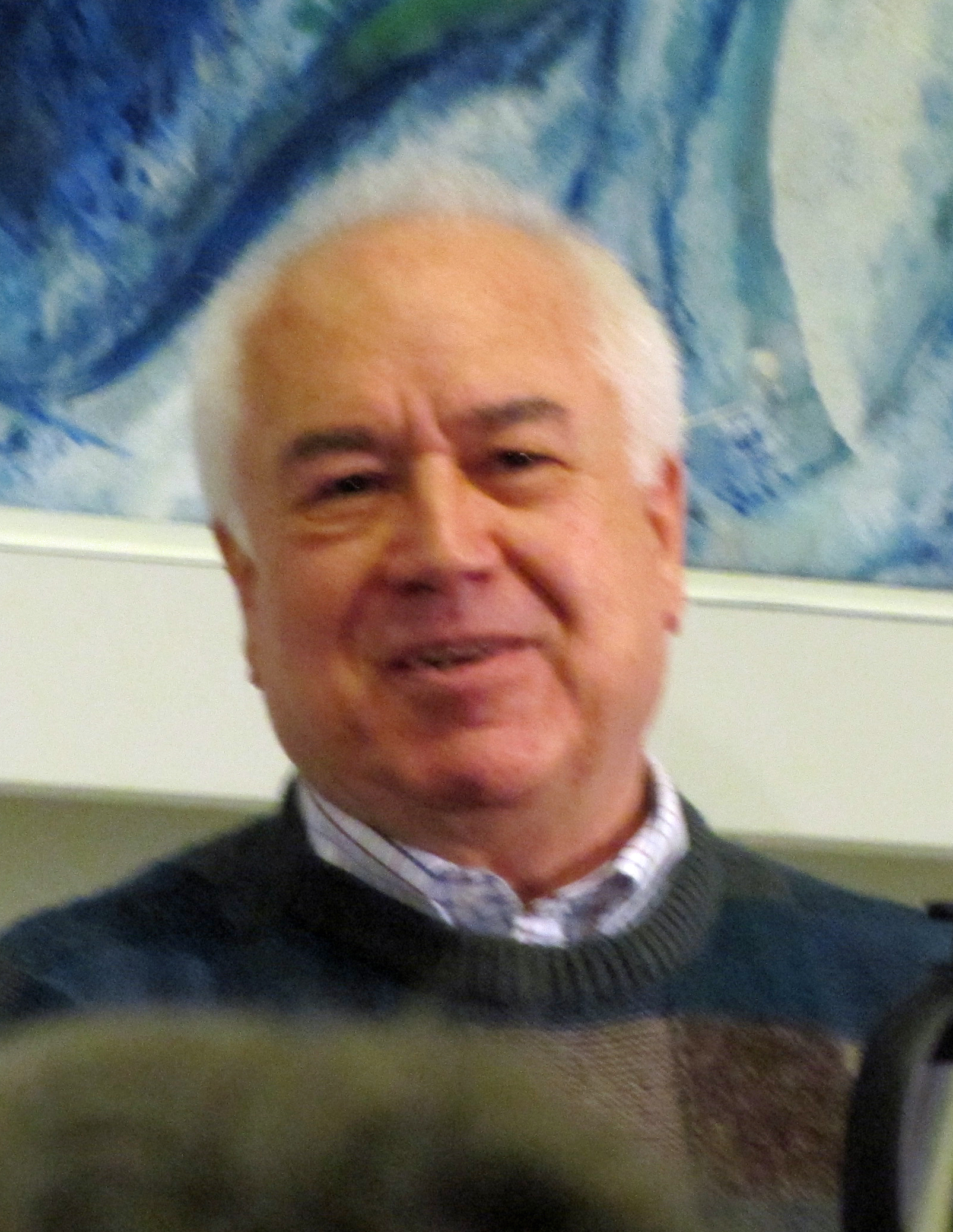
Bassam Tibi (* 1944)

- Tibidi, Alexis (* 1975), kamerunischer Fußballspieler
- Tibidi, Alexis (* 2003), französisch-kamerunischer Fußballspieler
- Tibilow, Heorhij (* 1984), russischer bzw. ukrainischer Ringer
- Tibilow, Leonid Charitonowitsch (* 1952), südossetischer Politiker, Präsident der Republik Südossetien
- Tibingar, Samuel Mbairabé (* 1972), tschadischer Geistlicher, römisch-katholischer Bischof von Koumra
- Tibitanzl, Josef (1869–1932), österreichischer Theologe und Religionspädagoge
- Tibitanzl, Laura (* 1984), deutsche Ruderin

### Tibl
- Tible, Aurélie (* 1980), französische Snowboarderin

### Tibn
- Tibni, König Israels

### Tibo
- Tiboites von Bithynien († 220 v. Chr.), Prätendent von Bithynien
- Tiboldi, Mária (1939–2023), ungarische Operettensängerin und Schauspielerin
- Tiboni, Christian (* 1988), italienischer Fußballspieler

### Tibu
- Țîbuleac, Tatiana (* 1978), moldauische Schriftstellerin
- Tibull, römischer Elegiker
- Tibulsky, Hans (1909–1976), deutscher Fußballspieler
- Tibulsky, Otto (1912–1991), deutscher Fußballspieler
- Tiburtino, Giuliano († 1569), italienischer Komponist, Sänger- und Streichinstrumentenspieler
- Tiburtius von Rom, römischer christlicher Märtyrer
- Tiburtius, Franziska (1843–1927), deutsche Ärztin und FrauenrechtlerinFranziska Tiburtius (1843–1927)

Franziska Tiburtius (1843–1927)

- Tiburtius, Friedrich (1784–1836), deutscher Gymnasiallehrer
- Tiburtius, Joachim (1889–1967), deutscher Kulturpolitiker (CDU), MdA
- Tiburtius, Karl (1834–1910), deutscher Schriftsteller und Arzt
- Tiburzy, Ernst (1911–2004), deutscher Volkssturm
- Tibus, Adolf (1817–1894), römisch-katholischer Geistlicher und Historiker